# Az öldöklő angyal
Az öldöklő angyal (eredeti spanyol címén: El ángel exterminador) Luis Buñuel spanyol filmrendező 1962-ben bemutatott filmje, a filmtörténet egyik klasszikus alkotása. 
A film egyik sztárja Silvia Pinal, producere a színésznő akkori férje, Gustavo Alatriste volt. Forgatókönyvét a rendező, Buñuel írta. Ez a hármas egy filmtrilógiát készített együtt, ezek közül időben a második volt Az öldöklő angyal.

## Háttér
A spanyol polgárháborút követő hosszú száműzetése után Buñuelt 1960-ban Francisco Franco tábornok, a spanyol diktátor hazahívta, hogy hazájában készítsen filmeket. Hamarosan Buñuel le is forgatta első hazájában készített filmjét, a Viridianát: ő maga írta és rendezte, a főszereplő Silvia Pinal volt, a producer pedig a férje, Gustavo Alatriste. Az 1961-ben megjelent film Spanyolországban és a Vatikánban is vitát kavart és elrendelték, hogy minden létező kópiáját semmisítsék meg. A film azonban elnyerte az Arany Pálmát az 1961-es cannes-i fesztiválon, a Párizsba küldött kópiák így megmaradtak és újramásolták őket. Spanyolországban csak 16 évvel később, 1977-ben mutatták be a Viridianát.
A Viridiana botránya után Buñuel úgy döntött, hogy visszatér Mexikóba. Csapatát azonban megtartotta, mivel Pinallal a főszerepben újabb filmet készült forgatni. A film eredeti címe „A Gondviselés utca számkivetettjei” lett volna, de Buñuel végül Az öldöklő angyal címet adta neki, felhasználva ebben barátja, José Bergamín ekkortájt készülő, de befejezetlenül maradt darabját. A filmet 1962-ben mutatták be Mexikóban.
A Pinallal és Alatristéval közösen készített trilógiáját Buñuel 1965-ben fejezte be, amikor leforgatta az Oszlopos Simeon című filmjét.

## Történet
A film alaphelyzete egy erősen átértelmezett bibliai szituáció, a Kiv 12,22b-23 (senki ne menjen ki közületek háza ajtaján reggelig. Körüljár ugyanis az Úr, és megveri az egyiptomiakat. Ha azonban látja a vért a szemöldökfán és a két ajtófélfán, elvonul a ház ajtaja előtt, és nem engedi, hogy az Öldöklő bemenjen a házatokba ártani.) 

Míg azonban a Bibliában az Öldöklő végül is segített a zsidóknak menekülni az egyiptomi fogságból, ebben a filmben viszont az angyal egyszerűen bezárja a szereplőket abba az elegáns házba, ahová a Nobile házaspár vendégségbe hívta őket. A néző a film végéig nem kap magyarázatot, miért nem tud senki sem kijönni a palotából, sem bemenni oda, bár a szereplők amúgy racionálisan viselkednek, noha egyre kevésbé civilizáltan, ahogy fogy a vizük és az élelmük. A filmet ez a groteszk alapötlet teszi nagyon izgalmassá. Ha ez megtörténhet, akkor a film világában bármi megtörténhet, a néző pedig bevonódik azon töprengve, hogy mi lesz ebből. A film végére valami meg is oldódik, de a talányok nem tűnnek el.

## Szereplők
- Leticia – Silvia Pinal
- Edmundo Nobile – Enrique Rambal
- Julio – Claudio Brook
- Leandro Gomez – José Baviera
- Alicia de Roc – Jacqueline Andere

## Díjak, jelölések
Cannes-i filmfesztivál (1962)
- jelölés: Arany Pálma – Luis Buñuel

Bodil-díj (1963)
- díj: legjobb nem európai film – Luis Buñuel